# 백남해
백남해(白南海. 세례명 요한 보스코)는 대한민국 천주교 신부이다.

## 경력
- 가톨릭 약사회(진주) 담당 사제[1]
- 진주 지활센터 (지역 복지) 센터장
- 전 천주교 정의구현 마산교구 사제단 대표[2][3]
- 전 천주교 마산교구 정의평화위원회 위원장[4]
- 현 한국천주교주교회의 정의평화위원회 상임위원, 위원[5]
- 현 김주열열사기념사업회 이사장[6]

## 활동
2000년 4월 3일부터 4월 5일까지 박창일 신부, 나승구 신부, 맹제영 신부와 함께 북경 켐핀스키 호텔에서 1차 대북 지원 관련 북경회담을 했다.

## 기타

### 국가보안법 반대
김수환 추기경은 2004년 9월 13일 한나라당 박근혜 대표를 면담한 자리에서 "북한을 아직 믿을 수 없다"며 "국가보안법을 폐기할 필요가 있다고 생각하지 않는다"고 밝혔다. 김수환이 국보법 문제에 대해 공식적으로 언급한 것은 그때가 처음인 것으로 알려졌다. 김수환은 "젊은 신부들이 국보법 폐지에 힘이 돼달라고 할 때 폐지는 시기상조라고 말했고, 명단에 고문으로 넣겠다고 했을 때 빼라고 했는데 의지와는 달리 그대로 뒀다"고 말했다는 게 한나라당 참석자들의 전언이다.
이에 백남해 신부는 2004년 9월 20일자 <경남도민일보>에 칼럼을 기고하고, 박근혜를 만나 국가보안법 폐지에 반대하는 입장을 밝힌 김수환의 모습이 이중적이라고 지적했다.
"추기경께서는 1989년 서경원 전 의원의 밀입북 사건 때문에 국가보안법의 불고지죄로 조사받을 뻔 하셨지 않았습니까. 15년 전 추기경께서 안기부에 연행되어 가셨다면 어떻게 됐을까요. 악법을 없애는 데는 이른 시기가 없고, 아무리 빨라도 늦은 것 아닙니까"

### 교황 방한 시 북한 신자 초대 주장
2014년 5월 2일에 가톨릭뉴스 지금여기에 기고한 칼럼에서 "이번 교황 방한 때 북측 신자들을 초청하는 일은 매우 필요하고 의미 있는 일입니다. 우리 민족의 통일을 위해서 교회가 할 수 있는, 교황님께서 주시는 가장 큰 선물이 아닐까 싶습니다" 라고 말했다.

## 같이 보기
- 천주교정의구현전국사제단
- 이용훈
- 김형태